# NK Ivančna Gorica
Nogometni klub Ivančna Gorica (tiếng Việt: Câu lạc bộ bóng đá Ivančna Gorica), thường hay gọi NK Ivančna Gorica hoặc đơn giản Ivančna Gorica, là một câu lạc bộ bóng đá Slovenia, thi đấu ở thị trấn Ivančna Gorica. Đội bóng thi đấu ở Regional Ljubljana League, giải đấu cao thứ tư của bóng đá Slovenia. Câu lạc bộ được thành lập năm 1973.

## Danh hiệu
League
- Giải bóng đá hạng nhì quốc gia Slovenia: 1

2006-07
- Giải bóng đá hạng ba quốc gia Slovenia: 1

1998-99
- Giải bóng đá hạng tư quốc gia Slovenia: 1

1997-98
- MNZ Ljubljana Cup: 1

2014-15